# Bollengo
Bollengo est une commune italienne de la ville métropolitaine de Turin dans la région Piémont en Italie.

## Administration
| Période                                  | Période  | Identité  | Étiquette | Qualité       |
| ---------------------------------------- | -------- | --------- | --------- | ------------- |
| 30 mai 2006                              | En cours | Carlo Duò |           | centre-gauche |
| Les données manquantes sont à compléter. |          |           |           |               |

### Communes limitrophes
Torrazzo, Burolo, Ivrée, Palazzo Canavese, Magnano, Albiano d'Ivrea, Azeglio